# Hyphodiscosia jaipurensis
Hyphodiscosia jaipurensis är en svampart som beskrevs av Lodha & K.R.C. Reddy 1974. Hyphodiscosia jaipurensis ingår i släktet Hyphodiscosia, divisionen sporsäcksvampar och riket svampar.   Inga underarter finns listade i Catalogue of Life.